# Huonville
Huonville è una città della Tasmania, in Australia; essa si trova 40 chilometri a sud-ovest di Hobart ed è la sede della Municipalità di Huon Valley. Al censimento del 2006 contava 1.806 abitanti.